# Tabor (Dakota Południowa)
Tabor – miasto w Stanach Zjednoczonych, w stanie Dakota Południowa, w hrabstwie Bon Homme.